# Il segno del capricorno
Il segno del capricorno (The Sign of the Ram) è un film di John Sturges del 1948.

## Trama
Una donna paraplegica rende la vita impossibile al marito industriale e ai figli. Rosa dalla gelosia avvelena la segretaria del marito, ma, scoperta, si uccide.

## Critica
«Fosco drammone... La Peters era diventata realmente paralitica a causa di un incidente» **